# 672

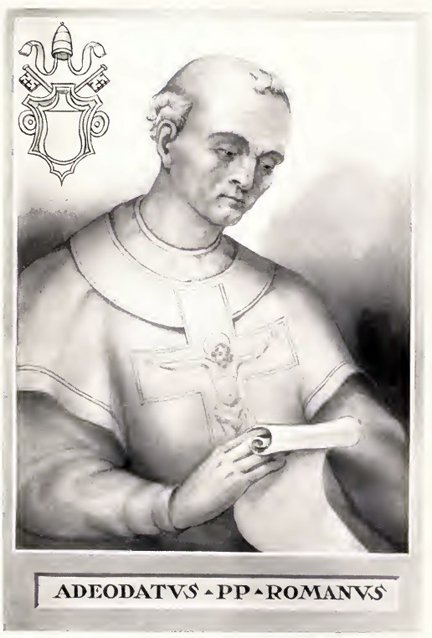
Paus Adeodatus II (672 - 676)

Het jaar 672 is het 72e jaar in de 7e eeuw volgens de christelijke jaartelling.

## Gebeurtenissen

### Byzantijnse Rijk
- Byzantijns-Arabische Oorlog: De Arabieren onder leiding van Yazid (zoon van kalief Moe'awija I) veroveren Smyrna aan de Egeïsche Zee. De Arabische vloot bedreigt de hoofdstad Constantinopel.

### Europa
- Koning Reccesvinth overlijdt en wordt in Toledo opgevolgd door Wamba. Tijdens zijn regeerperiode onderdrukt hij een opstand van de Visigotische adel en de Basken in de Pyreneeën (Noord-Spanje).

### Azië
- Keizer Tenji overlijdt en wordt opgevolgd door zijn zoon Kōbun. Er ontstaat een successiestrijd om de troon die door zijn oom Tenmu wordt gewonnen. Kōbun wordt gedwongen zelfmoord te plegen.
- Tenmu (672 - 686) volgt Kōbun op als de 40e keizer van Japan. Tijdens zijn regeerperiode sluit hij een vredesverdrag met het koninkrijk Silla en de Tang-dynastie (China) die Korea beheersen.

## Religie
- 27 januari - Paus Vitalianus overlijdt na een 14-jarig pontificaat. Hij wordt opgevolgd door Adeodatus II als de 77e paus van de Katholieke Kerk.
- De relikwieën van Benedictus worden van Montecassino naar de abdij van Fleury (Frankrijk) overgebracht.

## Geboren
- Beda, Angelsaksisch monnik en theoloog (of 673)
- Bonifatius, Angelsaksisch missionaris (of 675)

## Overleden
- 27 januari - Vitalianus, paus van de Katholieke Kerk
- 2 maart - Chad, bisschop van Mercia (Engeland)
- Kōbun (24), keizer van Japan
- Recceswinth, koning van de Visigoten
- Tenji, (46), keizer van Japan